# شورش‌های افغان‌ها در بنگال
شورش‌های افغان‌ها در بنگال، که به نام شورش‌های افغان نیز شناخته می‌شود، یک سری از چهار قیام بودند که توسط افغان‌های ساکن در استان بنگال بین سال‌های ۱۷۴۵ تا ۱۷۵۰ رهبری شدند. این قیام‌ها توسط افرادی بلندپرواز مانند مصطفی خان، سردار خان و شمشیر خان هدایت می‌شدند که هدفشان ایجاد دولت افغان خود در بنگال بود. در نهایت، این شورش‌ها سرکوب شدند.